# Gerhard Coccejus

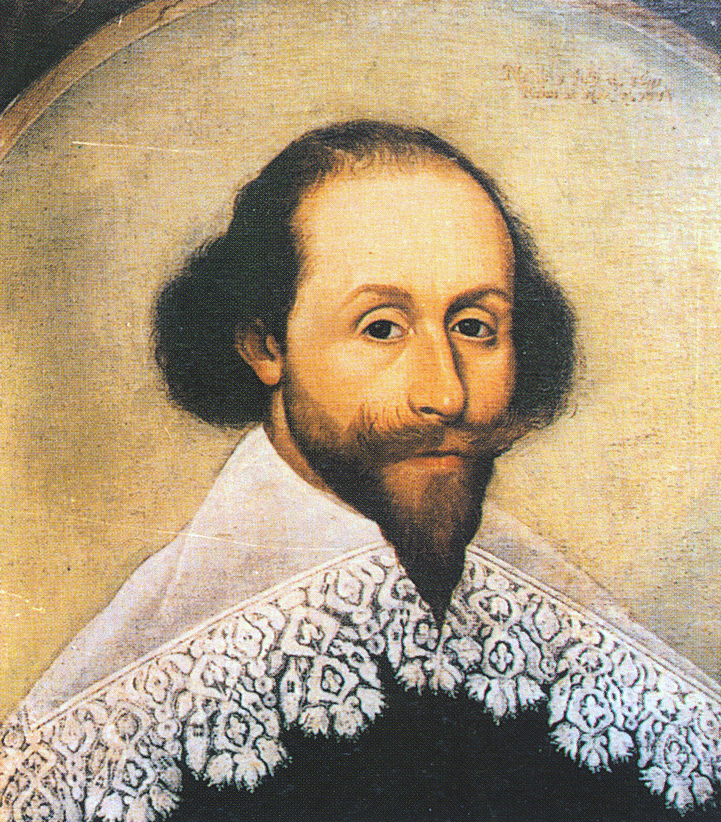
Porträt von Gerhard Coccejus, 1639

Gerhard Coccejus

Gerhard Coccejus eigentlich Gerhard Coch oder Gerhard Koch (* 1. Juli 1601 in Bremen; † 27. Juli 1660 in Bremen) war Professor der Rechte, Ratsherr in Bremen und Gesandter der Stadt bei den Verhandlungen zum Westfälischen Frieden.

## Biografie
Coccejus wurde 1601 als Sohn von Stadtsekretär Timan Coch (1573–1637) und Elisabeth Bake (1582–1629) in Bremen geboren. Er studierte zunächst am Paedagogium und am Gymnasium illustre in seiner Heimatstadt, später dann an den Universitäten Rostock, Köln und Frankfurt/Oder.
1628 wurde Coccejus in Straßburg zum Doctor iuris utriusque (‚Doktor beider Rechte‘) promoviert, kehrte nach Bremen zurück und wurde Syndikus am Stephanikapitel. 1630 heiratete er Kunigunde Holle (1609–1682), Tochter des Eltermanns Hermann Holle. Im gleichen Jahr trat er eine Stelle als Professor der Rechte am Gymnasium illustre an. 1640 wurde er Ratsherr.
Zwischen 1644 und 1648 war Coccejus zusammen mit dem Bremer Syndicus Johann Wachmann der Ältere und dem Syndicus Liborius von Line bremischer und hansischer Gesandter bei den Verhandlungen zum Westfälischen Frieden in Osnabrück und Münster. Er bewohnte mit den Gesandten Hamburgs Johannes Christoph Meurer und Lübecks David Gloxin gemeinsam ein Haus in Osnabrück. Dort setzte er sich vor allem für die Reichsunmittelbarkeit Bremens ein. 1646 erwirkte er für Bremen auf Vermittlung von Maximilian von und zu Trauttmansdorff und gegen Zahlung von 100.000 Reichstalern von Kaiser Ferdinand III. eine Urkunde über die Reichsunmittelbarkeit der Stadt – das Linzer Diplom. Da dieses Dokument von Schweden jedoch nicht anerkannt wurde, blieb Bremens Selbstständigkeit in den folgenden Jahren stets gefährdet und musste 1654 im Ersten Bremisch-Schwedischen Krieg und 1666 im Zweiten Bremisch-Schwedischen Krieg verteidigt werden. Als im abschließenden Vertrag der Friedensverhandlungen dem Grafen von Oldenburg die Erhebung eines Weserzolls gestattet wurde, verweigerten er und Wachmann am 24. Oktober 1648 die Unterzeichnung des Abkommens.
In der Folgezeit war Coccejus als Vermittler zwischen Geldern und dem Herzogtum von Neuburg tätig. Nach Streitigkeiten im Bremer Rat legte er im Jahr 1654 sein Amt nieder und ging als Berater des Fürsten von Ostfriesland nach Aurich. Ein Jahr später wurde er Professor der Rechte in Groningen, 1660 verstarb er in Bremen.
Gerhard Coccejus war ein Bruder des bekannten Theologen Johannes Coccejus.

## Ehrungen
- Die Coccejusstraße in Bremen-Schwachhausen wurde nach den Brüdern benannt.